# Antônio Bárbara
Antônio Paula de Souza da Bárbara (Leiria, 2 de julho de 1934) é um político, pecuarista e empresário brasileiro, nascido  em Portugal.

## Carreira
Filho de José de Sousa da Bárbara e Cândida Paula, mudou-se para o Brasil logo após concluir o curso de contabilidade no Colégio Dr. Correia Martins, em Leiria, e em 1955 inicia a trajetória comercial na J. Alves Veríssimo, em Maringá.
Sua carreira política iniciou-se em 1980, com a filiação ao PMDB, mas a primeira eleição que disputaria foi a de 1986, quando elege-se deputado estadual. Sai do PMDB em 1989 e filia-se ao recém-criado PRN, participando ativamente da campanha de Fernando Collor, que sairia vitorioso da eleição presidencial do mesmo ano.
Em 1990, concorre a uma das 30 vagas do Paraná na Câmara dos Deputados. Recebeu 41.112 votos, ficando na terceira posição entre os 8 deputados eleitos pelo PRN estadual. Durante seu mandato, Bárbara foi acusado de receber propina, juntamente com o também deputado Matheus Iensen, do PTB, para votar contra o impeachment do presidente Collor. Ele, no entanto, foi favorável ao seguimento do processo que condenaria o chefe do executivo nacional à perda do mandato e à inelegibilidade por 8 anos. Voltou ao PMDB em 1993, mas deixou o partido no ano seguinte. Afastado por problemas de saúde em março de 1994, não disputou a reeleição em outubro.
Ao deixar a Câmara em 1995, Bárbara foi proprietário de uma emissora de rádio em Cianorte e também dedicou-se às atividades empresariais ligadas à produção agrícola e a investimentos imobiliários no interior paranaense.